# Gare de Taourirt
La gare de Taourirt est une gare ferroviaire située dans la ville de Taourirt, Maroc. La gare a été construite en 1916.

## Histoire

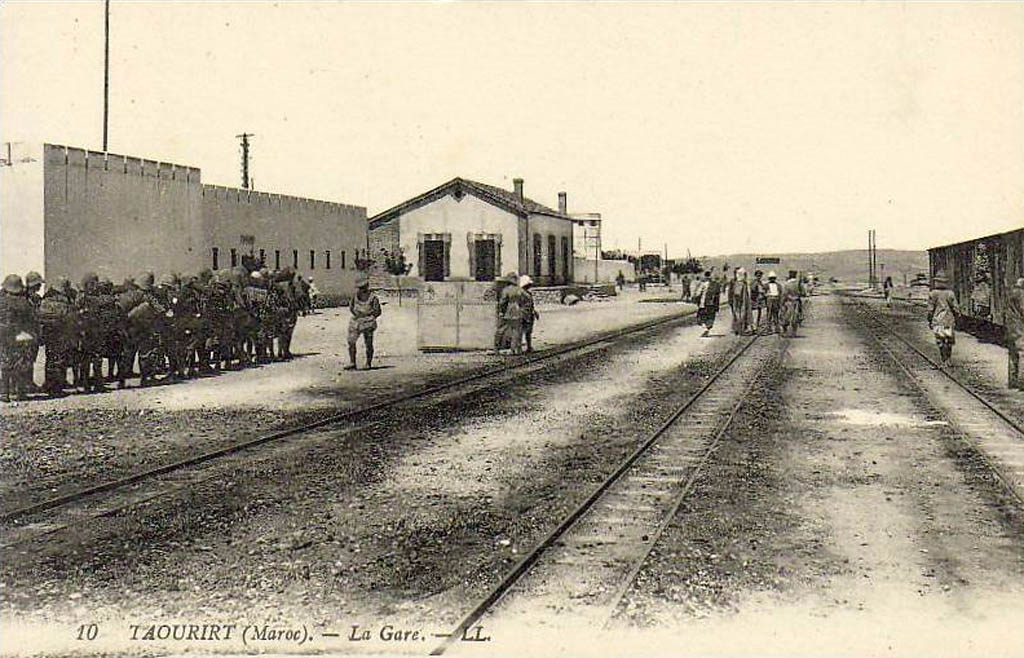
Taourirt Railway Station (1920)